# Киселёв, Александр Павлович
Алекса́ндр Па́влович Киселёв (15 июля 1944, Москва — 16 декабря 2017, Москва) — советский и российский биохимик, психолог и религиовед. Переводчик и научный редактор литературы в области трансперсональной психологии и восточных практик.

## Биография
Родился в Москве в семье служащих.
Окончил химический факультет МГУ (1967). Дипломная работа, выполненная на кафедре органической химии под руководством профессора А. Н. Коста, была посвящена производным индола.
С 1967 по 1974 год работал в институте химии природных соединений АН СССР им. М. М. Шемякина под руководством Ю. А. Овчинникова. Входил в состав группы, определившей первичную структуру аспартатаминотрансферазы (1972). Кандидат химических наук (1973). Лауреат Премии Ленинского комсомола (1975).
В 1974—1977 годах во ВНИИТКГП, а в 1977—1980 годах на кафедре биохимии биологического факультета МГУ занимался исследованиями в области биохимии и фармакологии нейропептидов. В 1980 году как специалист по нейрохимии вошел в состав экспертной группы Межведомственного научного совета по проблеме «Сознание».
В 1980—1989 — сотрудник лаборатории биофизических проблем Института молекулярной генетики. В 1989—2009 — сотрудник лаборатории проблем сознания и коммуникации Института проблем передачи информации РАН. Действительный член РАЕН.
Умер 16 декабря 2017 года. Похоронен в Москве, на Ваганьковском кладбище.

### Совет по проблеме «Сознание»
Межведомственный научный совет по проблеме «Сознание» под руководством академика Е. П. Велихова был учрежден Госкомитетом по науке и технике СССР и Военно-промышленной комиссией при Совмине СССР с целью «координации и организации исследований индивидуального и общественного сознания, проводящихся прежде всего в научных учреждениях АН СССР, а также в высших учебных заведениях». Координационным центром Совета стала экспертная группа под руководством Н. Л. Мусхелишвили, работавшая на базе сектора биофизических проблем Института молекулярной генетики. В состав группы входили Ю. А. Шрейдер, А. П. Киселёв и Н. В. Шабуров.
Сфера научных интересов Совета включала в себя вопросы современной физики, философии, кибернетики, искусственного интеллекта, теоретической и практической психологии, нейрофизиологии, нейробиологии, психофармакологии и психиатрии, в частности, исследования духовных практик и изменённых состояний сознания. Совет выпускал справочные, реферативные и библиографические издания, посвященные зарубежным исследованиям сознания, а также разрабатывал целевые программы развития соответствующих отраслей науки в нашей стране.
Под эгидой Совета был организован семинар по проблемам сознания в Президиуме АН СССР и ежегодные научные школы по этой же проблеме, проводившиеся в Грузии (Тбилиси, Батуми, Боржоми, Телави и т. д.). Среди участников семинара и школ были С. С. Аверинцев, А. В. Ахутин, Н. П. Бехтерева, Б. С. Братусь, М. Н. Вайнцвайг, В. В. Давыдов, В. Л. Деглин, B. C. Гурфинкель, А. В. Зинченко, В. В. Иванов, В. Ж. Келле, Ю. М. Лотман, М. К. Мамардашвили, Ю. И. Манин, В. И. Медведев, М. А. Мокульский, Ю. П. Сенокосов, Л. И. Спивак, С. С. Хоружий, Н. З. Чавчавадзе и другие.
По словам В. Майкова:
Работа в экспертной группе совета требовала детального изучения широкого круга областей как на теоретическом, так и на практическом уровне. Это позволило ведущим сотрудникам группы А. Киселёву, Н. Мусхелишвили и ныне покойному Ю. Шрейдеру разработать уникальный междисциплинарный «метапсихологический» подход к решению ставившихся перед ними сугубо прикладных задач.
С 1 января 1989 года экспертная группа была преобразована в Лабораторию проблем сознания и коммуникации Института проблем передачи информации РАН и сосредоточила свои усилия на изучении особенностей коммуникации в человеческих сообществах в различных состояниях сознания. В частности, особое внимание было уделено «непрямой коммуникации», направленной не на изменение запаса знаний адресата, а на изменение состояния его сознания.

### Переводы
Деятельность совета по проблеме «Сознание» требовала перевода и реферирования широкого круга зарубежной научной и философской литературы. Значительная часть этой работы в рамках экспертной группы осуществлялась А. П. Киселёвым. С 1990-х годов его стали приглашать для проверки и редактирования переводов книг по психологии, философии и медицине. В некоторых случаях редактирование сводилось к полному переводу текста заново. С начала 2000-х годов выступал как профессиональный редактор, переводчик и комментатор. Перевел более пятидесяти книг по трансперсональной психологии и восточным практикам, в частности, таких авторов, как Чарльз Тарт, Станислав Гроф, Арнольд Минделл, Кен Уилбер и Роджер Уолш.

## Избранные переводы

### Трансперсональная психология и психология религии
- Р. Уолш. Основания духовности. // Пер. с англ. А. Киселёва. — М.: Академический Проект, 2000.
- И. Барбур. Этика в век технологии. // Пер. с англ. А. Киселёва. — М.: Библейско-богословский институт св. апостола Андрея, 2001.
- С. Гроф. Холотропное сознание. // Пер. с англ. О. Цветковой и А. Киселёва. — М.: АСТ, 2002.
- С. Гроф. Неистовый поиск себя. Руководство по личностному росту через кризис трансформации. // Пер. с англ. А. Ригина и А. Киселёва. — М.: АСТ, 2002.
- К. Уилбер. Око Духа. // Пер. с англ. под редакцией А. Киселёва. — М.: АСТ, 2002.
- А. Минделл. Сновидение в бодрствовании: методы 24-часового осознаваемого сновидения // Пер. с англ. А. Киселёва. — М.: АСТ, 2003.
- А. Минделл. Ученик создателя сновидений. // Пер. с англ. А. Киселёва. — М.: АСТ, 2003.
- А. Минделл. Сила безмолвия. // Пер. с англ. и предисловие А. Киселёва. — М.: АСТ, 2003.
- К. Уилбер. Один вкус. // Пер. с англ. А. Киселёва. — М.: АСТ, 2003.
- Х. Меллони. «Упражнения» св. Игнатия Лойолы в западной традиции. // Пер. с англ. А. Киселёва. — Точки / Puncta, 3 (№ 3), 2003.
- К. Гроф, С. Гроф. Духовный кризис. // Пер. с англ. А. Ригина и А. Киселёва. — М.: АСТ, 2003.
- Г. Хант. О природе сознания с когнитивной, феноменологической, и трансперсональной точек зрения. // Пер. с англ. А. Киселёва. — М.: АСТ, 2004.
- Дж. Уайт. Что такое просветление. // Пер. с англ. под редакцией А. Киселёва. — М.: АСТ, 2004.
- Х. Феррер. Новый взгляд на трансперсональную теорию. // Пер. с англ. и послесловие А. Киселёва. — М.: АСТ, 2004.
- К. Уилбер. Интегральная психология: Сознание. Дух. Психология. Терапия. // Пер. с англ. под редакцией А. Киселёва. — М.: АСТ, 2004.
- К. Уилбер. Проект Атман. // Пер. с англ. под редакцией А. Киселёва. — М., АСТ, 2004.
- Р. Уолш. Основания духовности: семь главных практик для пробуждения сердца и ума. // Пер. с англ. А. Киселёва. — М.:. АСТ, Издательство К. Кравчука, 2004.
- С. Соватски. Эрос, сознание, и кундалини. // Пер. с англ. и комментарии А. Киселёва. — М.: АСТ, 2007.
- Б. Поттер, С. Орфали. Активаторы мозга. // Предисловие и пер. с англ. А. Киселёва. — М.: АСТ, 2007.
- А. Минделл. Геопсихология: осознание пути. // Пер. с англ. и комментарии А. Киселёва. — М.: АСТ, 2007.
- Ч. Тарт. Пробуждение. // Пер. с англ. под редакцией А. Киселёва. — М.: АСТ, 2007.
- К. Уилбер. Пол, экология, духовность. // Пер. с англ. и комментарии А. Киселёва. — М.: АСТ, 2008.
- А. Вайз. Пробуждение ума. // Пер. с англ. под редакцией и с комментариями А. Киселёва. — М.: АСТ, 2008.
- А. Минделл. Геопсихология в шаманизме, физике и даосизме. Осознание пути в учениях Дон Хуана, Ричарда Фейнмана и Лао-цзы // Пер. с англ. А. Киселёва — М.: АСТ, Ганга, 2008.
- С. Гроф, К. Гроф. Холотропное дыхание: новый подход к самоисследованию и терапии // Пер. с англ. А. Киселёва — М.: Беловодье, 2010.
- Э. Минделл. Альтернатива терапии: творческий курс лекций по процессуальной работе. // Пер. с англ. А. Киселёва — М.: Беловодье, 2011.
- А. Минделл. Квантовый ум: грань между физикой и психологией. // Пер. с англ. А. Киселёва — М.: Беловодье, 2011.
- А. Минделл. Процессуально-ориентированная работа с конфликтами: Глубинная демократия открытых форумов. Практические шаги к предотвращению и разрешению конфликтов в семье, на рабочем месте и в мире.// Пер. с англ. А. Киселёва — М.: Беловодье, 2011.
- А. Минделл. Процессуальный ум: руководство по установлению связи с умом бога // Пер. с англ. А. Киселёва — М.: Беловодье, 2011.
- К. Ренц. Пусть будет как есть.// Пер. с англ. А. Киселёва. — М.: Ганга, 2012.
- С. Гроф. Исцеление наших самых глубоких ран. Холотропнвй сдвиг парадигмы // Пер. с англ. С. Офертас и А. Киселёва — М.: Ганга, 2013.
- А. Минделл. Танец древнего. Как вселенная решает личные и мировые проблемы. // Пер. с англ. А. Киселёва — М.: Постум, 2013.
- К. Ренц. Есть я — я есть. Беседы. // Пер. с англ. А. Борисова и А. Киселёва — М.: Ганга, 2014.
- С. Гроф. За пределами мозга: рождение, смерть и трансценденция в психотерапии // Пер. с англ. А. Киселёва. — М.: Ганга, 2014.
- А. Минделл. Кома: путешествие исцеления // Пер. с англ. А. Киселёва — М.: Ганга, 2019.
- Э. Минделл. Сновидение как источник творчества: 30 творческих и волшебных способов работы над собой. // Пер. с англ. А. Киселёва и В. Долбиной — М.: Ганга, 2019.

### Восточные лечебные и духовные практики
- Васант Лад. Домашние средства аюрведы. / Пер. с англ. А. Киселёва, науч. ред. к.м.н. Н. Воронцов — М.: Саттва, 2000.
- С. Кэмпбелл. Призванные исцелять: африканские шаманы-целители. // Пер. с англ. А. Киселёва. — М.: Саттва, 2001.
- Бхагван Даш. Алхимия и применение лекарств на основе металлов в аюрведе. // Пер. с англ. А. Киселёва, ред. А. Журавлёв — М.: Саттва, 2001.
- Сатьянанда Сарасвати С. Древние тантрические техники йоги и крийи. Систематический курс в трех томах // Пер. с англ. Д. Ларина и А. Киселёва под общей редакцией А. Киселёва. — М.: Изд-во К. Кравчука, 2003—2004
- Ниранджананда Сарасвати С. Дхарана даршан. Методы концентрации внимания. (Практика сосредоточения Йоги, Тантры и Упанишад). // Пер. с англ. А. Киселёва. — М.: Северный ковш, 2005.
- Муктибодхананда Сарасвати С. Нава йогини тантра. // Пер. с англ. А. Киселёва. — Минск, Ведантамала, 2006.
- А. Госвами. Самосознающая вселенная. // Пер. с англ. и комментарии А. Киселёва. — М., Ганга, 2008.
- Йонге Менгьюр Ринпоче. Радоваться жить. // Пер. с англ. под редакцией и с комментариями А. Киселёва. — М., Открытый проект, 2008.
- Ремо Риттинер. Большая книга йога-терапии. Практика йоги для здоровья тела и ясности ума.// Пер. с англ. А. Киселёва — М.: Ганга, 2013
- У. Г. Кришнамурти. Биология просветления. // Пер. с англ. М. Русаковой и А. Киселёва. — М.: Ганга, 2013.

## Избранные статьи и выступления
- Киселёв А. П., Мусхелишвили Н. Л. Непрямая коммуникация: системный подход // Системные исследования. Ежегодник. 1999. — М.: УРСС, 2000, с. 70—85.
- Киселёв А. П. Проблема эволюции методов передачи духовных традиций. // V Всероссийская научно-практическая конференция по психотерапии и клинической психологии «Душевное здоровье человека — духовное здоровье нации», (18—22 июня 2002 г.).
- Киселёв А. П., Мусхелишвили Н. Л. Непрямая коммуникация и передача духовных традиций // Системные исследования. Ежегодник. 2001. — М.: УРСС, 2003, с. 29—44.
- Киселёв А. П. Синтез йоги и исихазма. // Доклад на ежегодной конференции Европейской Трансперсональной Ассоциации (Москва, 23—26 июня 2005 г.).
- Киселёв А. П. Психология и духовность: мужчины и женщины. // Доклад на ежегодной конференции Российской Ассоциации трансперсональной психологии и психотерапии (Москва, 8-10 мая 2006 г.).
- Мусхелишвили Н., Киселёв А., Коваль А. Психолого-герменевтический анализ «Духовного Дневника» св. Игнатия Лойолы. — Точки/ Puncta, № 3-4, 2007, стр. 11—33
- Киселёв А. П. Семиотика образов и духовные практики. // Доклад на ежегодной конференции Российской Ассоциации трансперсональной психологии и психотерапии (Москва, 2007 г.).
- Мусхелишвили Н. Л., Киселёв А. П. Теоретические принципы психолого-герменевтического анализа чувственности, значений и смыслов. — Вопросы психологии, № 3, 2008, стр. 11—21
- Киселёв А. П. Мусхелишвили Н. Л. Чувственная ткань, семиотика образов и идеи реальности. — Сборник трудов Всероссийской научной конференции с международным участием. Серия: Системы и модели: границы интерпретаций. 5—7 ноября 2008 г. — Томск, 2008.
- Киселёв А. П. Физика, Сознание, Духовность. // Доклад на 17-й Международной Трасперсональной конференции (Москва, 23-27 июня 2010 г.)